# Heike Drechsler
Heike Drechsler, de naixement Heike Daute, (Gera, República Democràtica Alemanya, 1964) és una atleta alemanya, ja retirada, guanyadora de cinc medalles olímpiques i especialista en curses de velocitat i salt de llargada.

## Biografia
Va néixer el 16 de desembre de 1964 a la ciutat de Gera, població situada a l'actual estat de Turíngia, que en aquells moments formava part de la República Democràtica Alemanya (RDA) i que avui dia forma part d'Alemanya. L'any 1984 es casà amb Andreas Drechsler, del qual prengué el cognom.

## Carrera esportiva

### Inicis
Va iniciar la seva activitat esportiva al SG Wismut Gera i posteriorment a la secció atlètica del SC Motor Jena, on va romandre fins al 1994. Als 16 anys aconseguí la tercer millor marca mundial de l'any en la prova de salt de llargada (6.91 m.), millor marca junior mundial.
L'any 1982 aconseguí finalitzar quarta en la prova de salt de llargada del Campionat d'Europa d'atletisme realitzat a Atenes amb un salt de 6.71 metres, un resultat que aconseguí millorar aquell any amb una marca de 6.98 realitzada a Potsdam (Polònia).

### Explosió internacional
Amb 18 anys participà en la primera edició del Campionat del Món d'atletisme realitzats a Hèlsinki (Finlàndia), on aconseguí guanyar la medalla d'or en la prova de salt de llargada, esdevenint la campiona més jove de la història en aquesta prova, amb un salt de 7,27, que no fou reconegut posteriorment com a rècord per l'excessiu vent.
Favorita per guanyar medalla en els Jocs Olímpics d'estiu de 1984 realitzats a Los Angeles (Estats Units), no pogué participar en la competició a conseqüència del boicot polític organitzat pel seu país.
El 27 de setembre de 1985 aconseguí batre el rècord del món de salt de llargada a Berlín Est amb un salt de 7.44 metres, superant per un centímetre el rècord d'Anisoara Stanciu. El 1986 inicià la compaginació del salt de llargada amb les proves de velocitat, aconseguint aquell mateix igualar el rècord del món dels 200 metres llisos de la seva compatriota Marita Koch amb un temps de 21.71 segons. Aquell mateix any aconseguí, així mateix, augmentar un centímetre el rècord del món de salt de llargada, deixant-lo en 7.45 metres.
En els Campionats d'Europa de 1986 es convertí en la gran protagonista a l'aconseguir guanyar la medalla d'or en els salt de llargada i en els 200 metres (igualant novament el rècord del món), però en el Campionat del Món d'atletisme de 1987 no va tenir el mateix èxit i fou segona en els 100 metres llisos i tercera en el salt de llargada.
Participà en els Jocs Olímpics d'Estiu de 1988 celebrats a Seül (Corea del Sud), on aconseguí guanyar la medalla de bronze en els 100 m. llisos, just per darrere de Florence Griffith-Joyner i Evelyn Ashford; i en els 200 m. llisos, novament per darrere de Griffith i Grace Jackson. Participà també en la prova de salt de llargada, on aconseguí guanyar la medalla de plata en quedar per darrere de la nord-americana Jackie Joyner-Kersee i per davant de la soviètica Galina Čistjakova.

### Consagració i resorgiment
L'any 1989 decidí abandonar, als 23 anys, la competició per esdevenir mare. El 1990 retornà a la competició, aconseguint guanyar el seu segon títol europeu en salt de llargada i finalitzant segona en els 200 metres llisos, quedant per darrere de Katrin Krabbe.
En el Campionat del Món de 1991 realitzats a Tòquio (Japó) aconseguí guanyar la medalla de plata en el salt de llargada, quedant per darrere novament de Joyner-Kersee per tres centímetres, i la medalla de bronze en la prova de relleus 4x100 metres.
Va participar en els Jocs Olímpics d'Estiu de 1992 celebrats a Barcelona (Catalunya) on, centrada únicament en el salt de llargada, va aconseguir guanyar la medalla d'or amb un salt de 7.14 metres, quedant per davant d'Inessa Kravets i la mateixa Joyner-Kersee. Aquell mateix any saltà 7.48 metres, igualant el seu rècord personal de 1988 i mantenint la segona millor marca mundial de tots el temps.
El 1993 aconseguí guanyar la medalla d'or en el Campionat del Món i el 1994 el tercer títol europeu de salt de llargada. L'any 1995 continuà liderar el rànquing mundial de salt de llargada, si bé en els Mundials d'atletisme va tenir mala sort amb el vent contrari i no es classificà per la final, finalitzant novena. Favorita per revalidar el títol olímpic en els Jocs Olímpics d'estiu de 1996 realitzats a Atlanta (Estats Units), una lesió en el genoll dret impedí la seva participació.
El 1998, amb 33 anys, aconseguí guanyar el quart títol europeu de salt de llargada amb un salt de 7.16 metres, segona millor marca de l'any, el que preveia un resorgiment de la seva carrera però el 1999 novament les lesions li impediren rendir al màxim nivell. Amb 35 anys va participar en els Jocs Olímpics d'Estiu de 2000 realitzats a Sydney (Austràlia) on aconseguí, contra tot pronòstic, guanyar el seu segon títol olímpic, quedant per davant de les favorites Fiona May o Marion Jones.
A partir d'aquell moment no tornà a despuntar a nivell internacional, destacant la seva cinquena posició en el Campionat d'Europa de 2002 amb 37 anys. Baixa per lesió en els Mundials de 2003, es retirà de la competició el 2004, mesos abans d'iniciar-se els Jocs Olímpics d'estiu d'aquell any realitzats a Atenes (Grècia).